# Naldurg-Fort

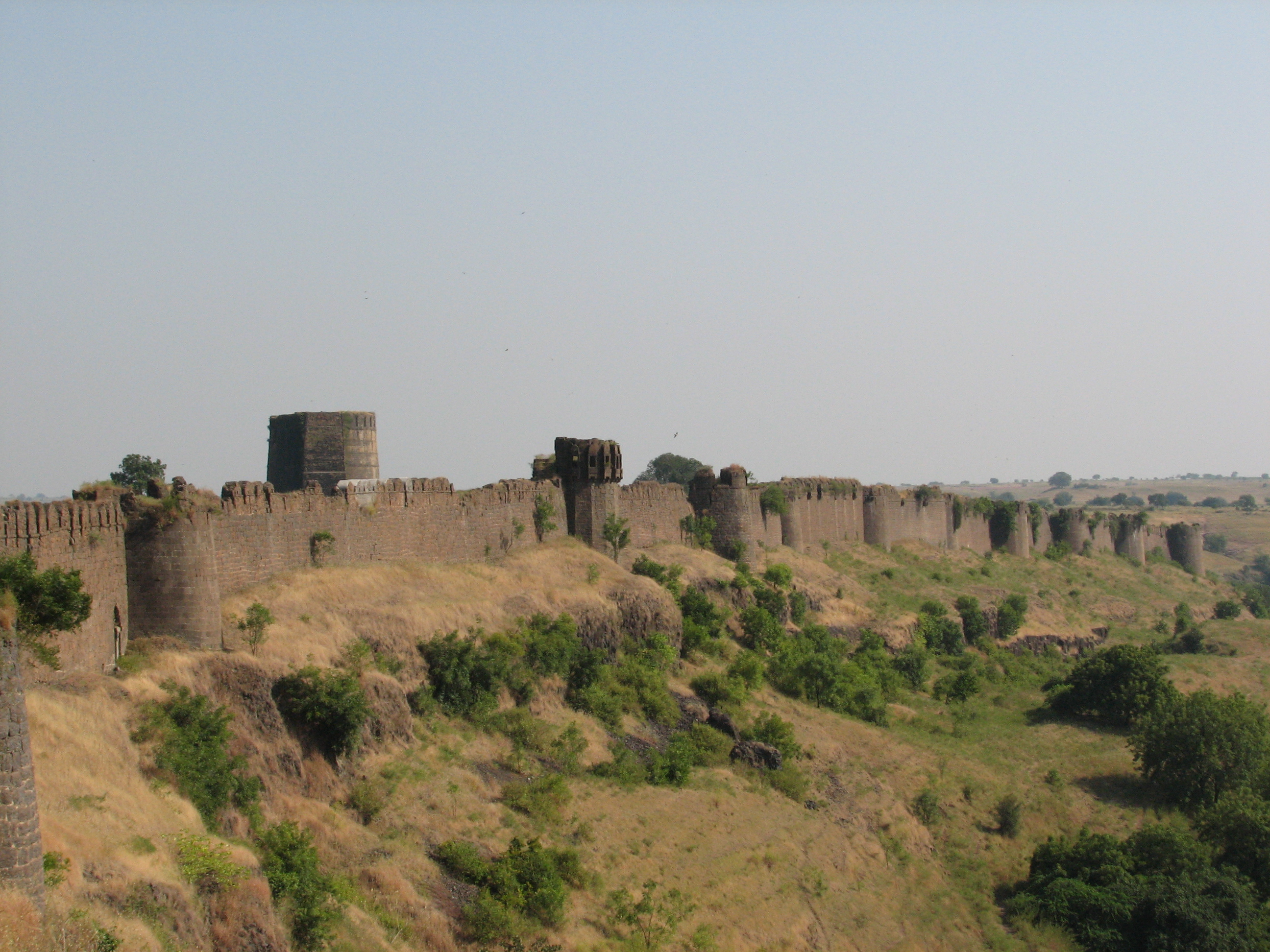
Naldurg-Fort

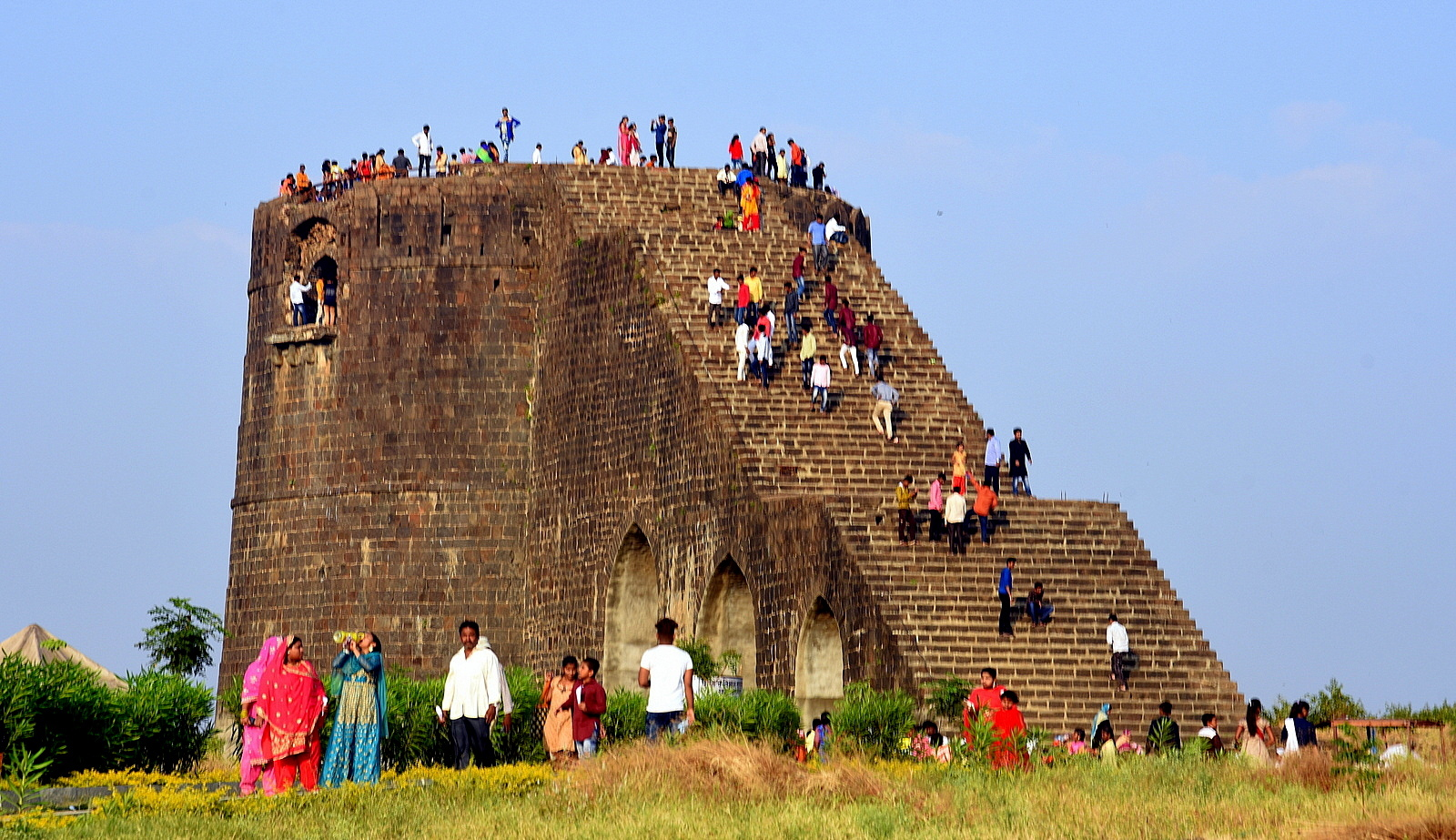
Geschützplattform

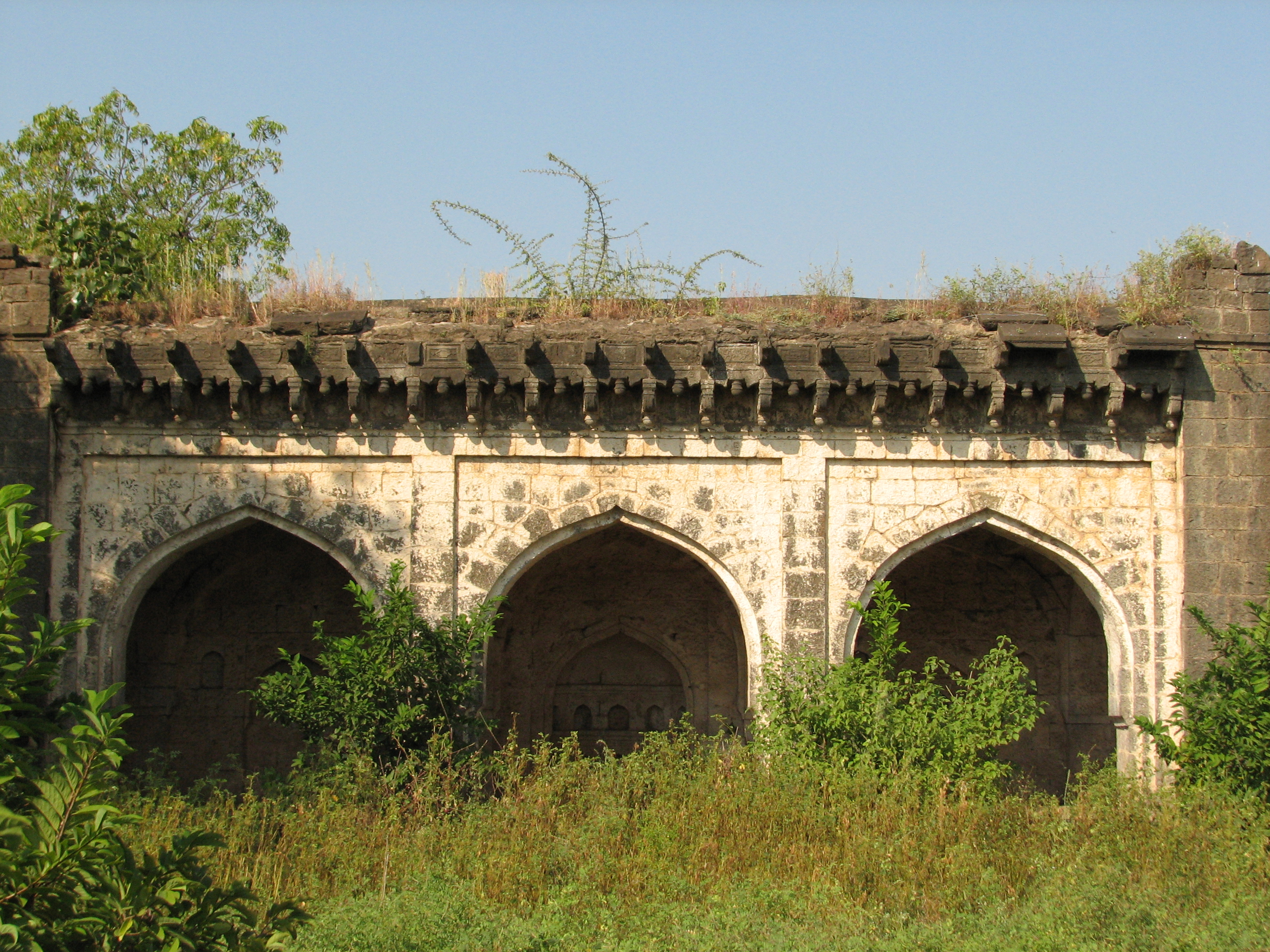
Moschee(?)

Das Naldurg-Fort ist ein Festungsbau auf dem Dekkan-Plateau bei der Stadt Naldurg im indischen Bundesstaat Maharashtra.

## Lage
Das Naldurg-Fort liegt etwa 2 km südöstlich der Kleinstadt Naldurg bei dem hier durch ein Wehr aufgestauten Fluss Bori.

## Geschichte
Die Entstehungsgeschichte des Forts ist unklar; auf jeden Fall dürften seine Ursprünge in die vorislamische Zeit, d. h. ins 9. bis 11. Jahrhundert zurückreichen – manchmal wird ein eher sagenhafter Maharaja mit Namen Nalraja als Gründer erwähnt. Später gehörte es zum Bahmani-Sultanat und danach zum Machtbereich der in Bijapur residierenden Adil-Shahi-Dynastie. Im Jahr 1686 eroberte der Moghul-Herrscher Aurangzeb die Region Marathwada. Danach übernahmen die Marathen und schließlich die Briten das Fort.

## Architektur
Der Untergrund des knapp 1 km² umfassenden Burgbereichs besteht aus Basaltfelsen, die auch zum Bau der Anlage dienten. Die heute sichtbaren Bauten dürften weitgehend auf die baulichen Aktivitäten der Adil-Shahi-Dynastie zurückgehen, deren Festungsarchitektur sich jedoch kaum von der der Moguln unterscheidet. Beeindruckend ist die verschachtelte Toranlage des von zwei Mauerringen mit zahlreichen Bastionen umgebenen Forts. Außergewöhnlich ist eine ca. 25 m hohe Wach- und Geschützplattform mit rundem Grundriss und seitlichem Treppenaufgang.